# Округ Вилер (Орегон)
Округ Вилер (енгл. Wheeler County) је округ у америчкој савезној држави Орегон.

## Демографија
По попису из 2010. године број становника је 1.441, што је 106 (-6,9%) становника мање него 2000. године.
| Група             | 2000.         | 2010.         |
| Белци             | 1.431 (92,5%) | 1.307 (90,7%) |
| Афроамериканци    | 1 (0,1%)      | 0 (0,0%)      |
| Азијати           | 4 (0,3%)      | 8 (0,6%)      |
| Хиспаноамериканци | 79 (5,1%)     | 62 (4,3%)     |
| Укупно            | 1.547         | 1.441         |